# Vassili Kazine
Vassili Vassilievitch Kazine (en russe : Kазин, Вacилий Васильевич), est un poète  russe né le 25 juillet 1898 (6 août dans le calendrier grégorien) à Moscou (Empire russe) et mort le 1er octobre 1981 à Moscou (RSFSR).

## Biographie
Fils d'un plombier, il étudia dans une école professionnelle d'où il sortit diplômé et à 16 ans, dès 1914, ses premiers vers furent publiés. En 1918 il prit directement part à l'organisation d'une Union de la jeunesse ouvrière dans le cadre de la IIIe internationale et devint secrétaire du comité régional Bauman des komsomols. Il fut employé par le Narkompros et de 1918 à 1920, il fit des études au Proletkoult de Moscou. En 1920 avec Alexeï Gastev, Vladimir Kirillov et d'autres il fonda la société littéraire La Forge regroupant des écrivains prolétariens issus du Proletkoult qui devint une subdivision du VOAPP, Association des écrivains prolétariens de trente nationalités de l'URSS organisée par le congrès des syndicats des écrivains à Moscou en 1928. 
Il travailla essentiellement pour la maison d'éditions d'État de littérature, Goslitizdat, où il fut rédacteur en chef et fut secrétaire de rédaction de la revue Krasnaïa nov. où en septembre 1924, à l'occasion de la nomination d'un nouveau collège de rédaction, Sergueï Essenine lui donna tout pouvoir pour rayer son nom de la liste des collaborateurs en cas de modification de l'orientation1. De 1938 à 1953, il ne fut presque pas publié.
Léon Trotski écrivit que son grand talent était imprégné d'éléments de la technique futuriste.
Au moins trois de ses poèmes ont été adaptés par Alexandre Mossolov en chants lyriques pour être accompagnés au piano.
Pour récompenser son œuvre, on lui décerne l'Ordre du Drapeau rouge du Travail à trois reprises.

## Œuvres
- 1919 : participation au magazine du Proletkoult à Moscou[3].
- 1920 : Mai ouvrier, poème
- 1924 : L'Accordéoniste, poème
- 1926 : Manteau de fourrure du renard et l'amour[4]. illustré par Boris Koustodiev
- 1937 : Le poème de la Mer Blanche
- 1954 : Bon début glorifiant la reconnaissance des subbotnik